# Anesthésie générale
Pour un article plus général, voir Anesthésie.
 (juillet 2022).
Si vous disposez d'ouvrages ou d'articles de référence ou si vous connaissez des sites web de qualité traitant du thème abordé ici, merci de compléter l'article en donnant les références utiles à sa vérifiabilité et en les liant à la section « Notes et références ».
L'anesthésie générale , ou AG, est un acte médical dont l'objectif principal est la suspension temporaire et réversible de la conscience et de la sensibilité douloureuse, au moyen de médicaments (drogues anesthésiques) administrés par voie intraveineuse et/ou inhalation. À cet objectif essentiel, permettant la réalisation sans mémorisation (dans la plupart des cas) et sans douleur des interventions chirurgicales et de certains examens invasifs, s'associe la nécessité d'un monitorage continu (suivi et contrôle) des fonctions vitales respiratoire (fréquence et volumes respiratoires, oxymétrie), hémodynamique (fréquence et rythme cardiaques, pression artérielle) et thermorégulatrice ainsi que le tonus musculaire.
En raison des spécificités de l'approche technique, physiopathologique et pharmacologique du patient anesthésié et de l’impératif de sécurité qui entoure cet acte à toutes les étapes, la pratique médicale de l'anesthésie humaine n'est légalement possible en France qu'en présence d'un médecin anesthésiste-réanimateur (décret du 5 décembre 1994).

## Avant le bloc
- La consultation d'anesthésie qui permet:

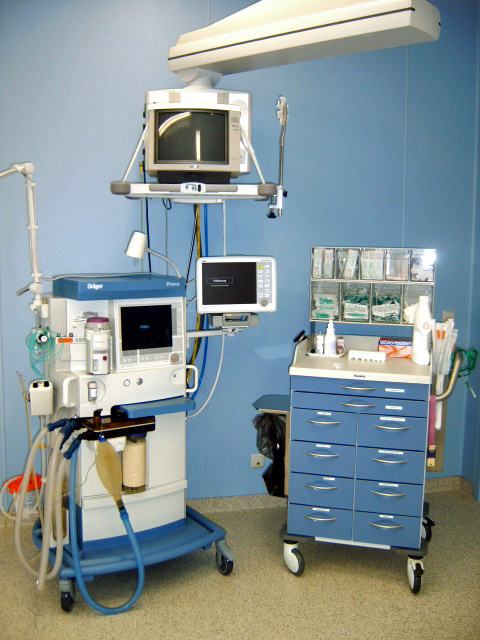
À gauche, un appareil d'anesthésie standard équipé d'un cardioscope et d'un respirateur. À droite, un chariot d'anesthésie contenant drogues d'anésthésie et d'urgence, ainsi que des dispositifs médicaux

1. D'examiner le patient, de recueillir ses antécédents et ses comorbidités
2. De prescrire des examens complémentaires si nécessaires et d'ajuster des traitements personnels (e.g.programmer l'arrêt d'anticoagulants).
3. De décider avec lui de la technique anesthésique en fonction de ses souhaits, des possibilités et de son terrain
4. D'informer le patient de la procédure et des risques de l'anesthésie
5. D'énoncer les règles relatives au jeûne pré opératoire : À l'exception des cas d'urgence, l'anesthésie générale est toujours réalisée à jeûn (six heures minimum pour les adultes et les enfants concernant les aliments solides et 2 heures pour les liquides clairs), car les médicaments hypnotiques induisent pour la plupart une perte des réflexes de protection des voies aériennes et un risque d'inhalation du contenu gastrique, dont les conséquences peuvent être gravissimes sur le plan respiratoire (pneumopathie d'inhalation).

- Une visite pré-anesthésique (la veille ou dans les heures précédant l'anesthésie), afin de s'assurer de l'absence d'éléments nouveaux depuis la consultation, de réévaluer l'état clinique du patient et répondre à d'éventuelles questions. L'anesthésiste recherche également des éléments pouvant contre-indiquer l'anesthésie (infection en cours par exemple).
- Une prémédication, qui consiste en l'administration d’un d'anxiolytiques comme le Midazolam (Hypnovel) ou l'Hydroxyzine (Atarax) ou gapapentine (Neurontin) par voie orale afin de limiter l'anxiété liée à la chirurgie, elle n'est quasiment plus réalisée de nos jours.

## Pendant le bloc

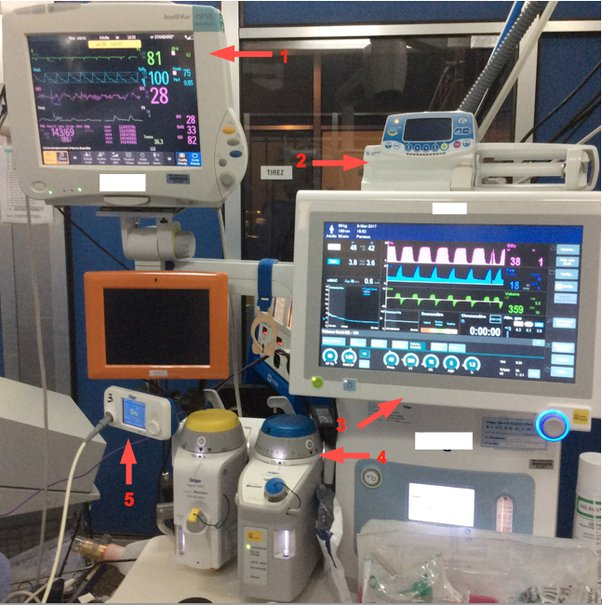
Scope et respirateur d'anesthésie: 1/Moniteur avec fréquence cardiaque(vert), Saturation pulsée en dioxygène (bleu) et pression artérielle non invasive (rose). 2/Pousse seringue électrique. 3/Respirateur d'anesthésie réglé en mode VAC 4/Cuve de gaz halogéné(desflurane) ouverte. 5/Curamètre (train-de-quatre)

Lors d’une chirurgie programmée de l’adulte en France en 2023, la séquence pour une anesthésie générale avec induction intraveineuse, sans induction en séquence rapide (ISR), est classiquement la suivante[réf. souhaitée] :
Le patient est allongé dans la salle d’intervention, des appareils de surveillance des fonctions vitales sont mis en place afin d'assurer la sécurité du patient(cardioscope, saturation pulsée en dioxygène, pression artérielle non invasive ou invasive…).
Une perfusion veineuse est mise en place (c’est une « ligne de vie » indispensable à toute anesthésie, que cela soit pour administrer les médicaments qui vont concourir à l’anesthésie ou les drogues de sauvetage en cas d’urgence).

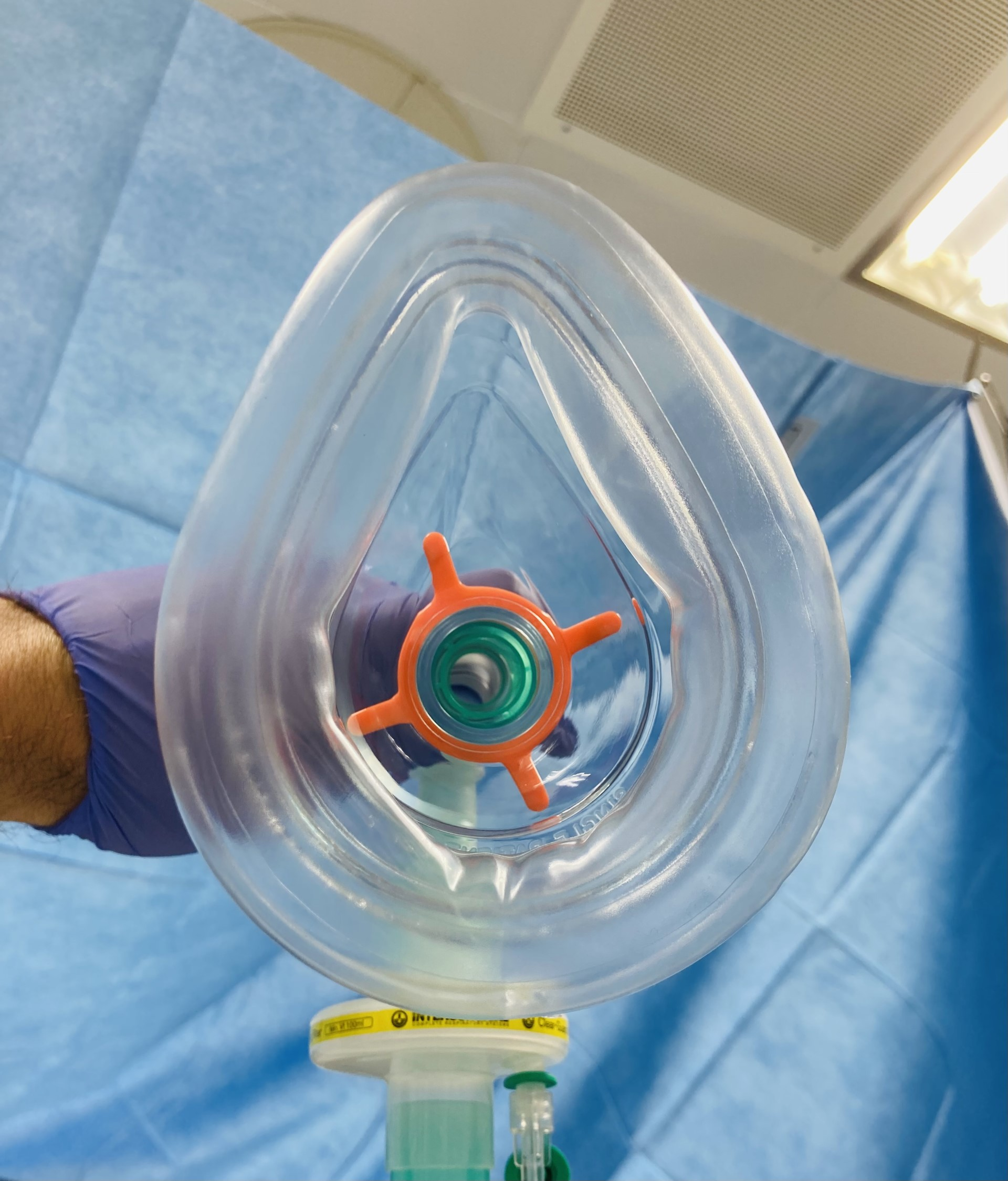
Masque d'anesthésie relié à un respirateur artificiel, c'est à travers cette interface que les patients respirent durant la pré-oxygénation

Ensuite, l’équipe d’anesthésie présente un masque facial au patient destiné à lui délivrer de l’oxygène pur pendant quelques minutes, le but étant de pré-oxygèner, ou dénitrogéner, c’est-à-dire d’avoir un rapport O₂/N₂ intrapulmonaire > 90 %. Cette manœuvre permettra un temps d’apnée long d’en moyenne 5 minutes indispensable pour avoir du temps pour sécuriser les voies aériennes.
L'anesthésie générale repose sur l'association d'une narcose (sommeil) et d'une analgésie (lutte contre la douleur).
En utilisant la perfusion placée précédemment l’anesthésiste injecte un opiacé (en général le sufentanil, et moins souvent le fentanyl, remifentanil et alfentanil), puis administre un agent hypnotique intraveineux (en général le propofol, moins souvent l'étomidate, kétamine ou thiopental) lorsqu’il estime la pré-oxygénation optimale.
De la lidocaïne est parfois administrée par voie intraveineuse avant le propofol afin de limiter la sensation de brûlure que ce dernier peut provoquer, bien qu'il ne s'agisse pas d'un produit vésicant ou irritant.
Le patient perd progressivement conscience, puis cesse de respirer (l’apnée étant une conséquence de l’administration de médicaments fortement dépresseurs du système nerveux central).
L’anesthésiste évalue ensuite la qualité de l’induction anesthésique en testant le réflexe ciliaire et en subluxant la mâchoire du patient à la recherche d’une réaction. Si le patient ne réagit pas, l’anesthésiste administre ensuite généralement un curare (sauf pose de masque laryngé) destiné à faciliter le geste chirurgical (intervention viscérale par exemple) et/ou le contrôle des voies aériennes (intubation). Les curares le plus souvent utilisés sont le cisatracurium, l'atracurium, le rocuronium (ISR), le suxamethonium (ISR) et le mivacurium.
Une fois le patient curarisé efficacement (appréciation par un accéléromètre digital au cours d’une procédure nommée train-de-quatre ou TOF), l’anesthésiste doit mettre en place un dispositif pour permettre au patient sédaté de respirer, une interface entre le patient et le respirateur.
Il s’agira soit d’un masque laryngé (dispositif permettant la ventilation mais sans protection contre l'inhalation), interface qui ne nécessite pas de curarisation préalable, soit d’une sonde d’intubation où la curarisation est facilitante et recommandée. Le choix du dispositif en fonction de nombreux paramètres comme la durée de l'intervention, la position per opératoire, les caractéristiques du patient...
Une fois le patient intubé ou équipé d'un dispositif supraglottique l’anesthésiste ausculte le patient pour s’assurer du bon positionnement de la sonde d'intubation (caractère non sélectif), puis sécurise la sonde par du sparadrap pour éviter une extubation accidentelle. Du sparadrap est également appliqué sur les yeux du patient en prévention des kératites d'exposition du fait de l'absence de clignement oculaire.
Un antibiotique à visée prophylactique parfois administré et sa nature dépendra du type de chirurgie, ainsi que de la kétamine à visée anti-hyperalgésique.
Toutes les drogues hypnotiques d'induction ont une durée d'action brève, l’anesthésiste doit, afin de garder son patient sédaté, adjoindre une drogue d'entretien de l'anesthésie. Cela peut être un gaz anesthésiant (sevoflurane/desflurane), administré via le respirateur  ou une administration continue de propofol par voie intraveineuse. Une couverture chauffante est souvent mise en place pour lutter contre l'hypothermie per opératoire.
Après vérification de l’absence de malpositions du tronc et des membres, susceptibles de provoquer des lésions nerveuses par compression, l’anesthésiste donne son feu vert au chirurgien, ils effectuent ensemble une check-list, et la chirurgie peut ensuite commencer.
Selon les hôpitaux, le patient reste sous la surveillance d’un infirmier anesthésiste ou d’un anesthésiste durant l’opération, un anesthésiste étant généralement responsable de 1 à 2 salles d’intervention simultanées, mais il doit pouvoir être présent dans la salle rapidement en cas d’événement imprévu.
Durant l’intervention, la qualité de la sédation s’apprécie grâce à des capteurs frontaux réalisant un électroencéphalogramme et électromyogramme permanent (index bispectral ou BIS). L'application d'un BIS permet de réduire la survenue d'une mémorisation per opératoire.
La qualité de l'analgésie s’apprécie en étant attentif aux signaux douloureux par activation sympathique que sont: la tachycardie, l’élévation de la pression artérielle…
Vers la fin de l’intervention (parfois au début) sont administrés les médicaments qui vont concourir à minimiser la douleur et les nausées postopératoires (dexaméthasone, ondansétron, dropéridol)
En fin d’intervention l’anesthésiste vérifie la bonne décurarisation (absence de curarisation résiduelle) à l'aide du TOF, qui pourra être accélérée par des antidotes selon entre autres le type de curare employé : sugammadex, néostigmine. L'absence d'hypothermie est également nécessaire avant d'entamer une procédure d'arrêt des sédations.
Pour mettre fin à l'anesthésie générale l'anesthésiste coupe l’arrivée de gaz anesthésiant dans le circuit, ou interrompt l'administration de propofol
Lorsque les critères d’extubation sont remplis, que le patient est suffisamment éveillé pour respirer et déglutir, et que l’anesthésiste estime le moment opportun, le dispositif respiratoire (masque laryngé ou sonde d’intubation) est retiré.
A l'issue de l'intervention chirurgicale, le patient est toujours conduit dans une salle de surveillance post-interventionnelle, dite salle de réveil, pour y être surveillé de manière continue avant de regagner sa chambre ou de quitter l’hôpital.

## Anesthésie au gaz / Induction inhalatoire

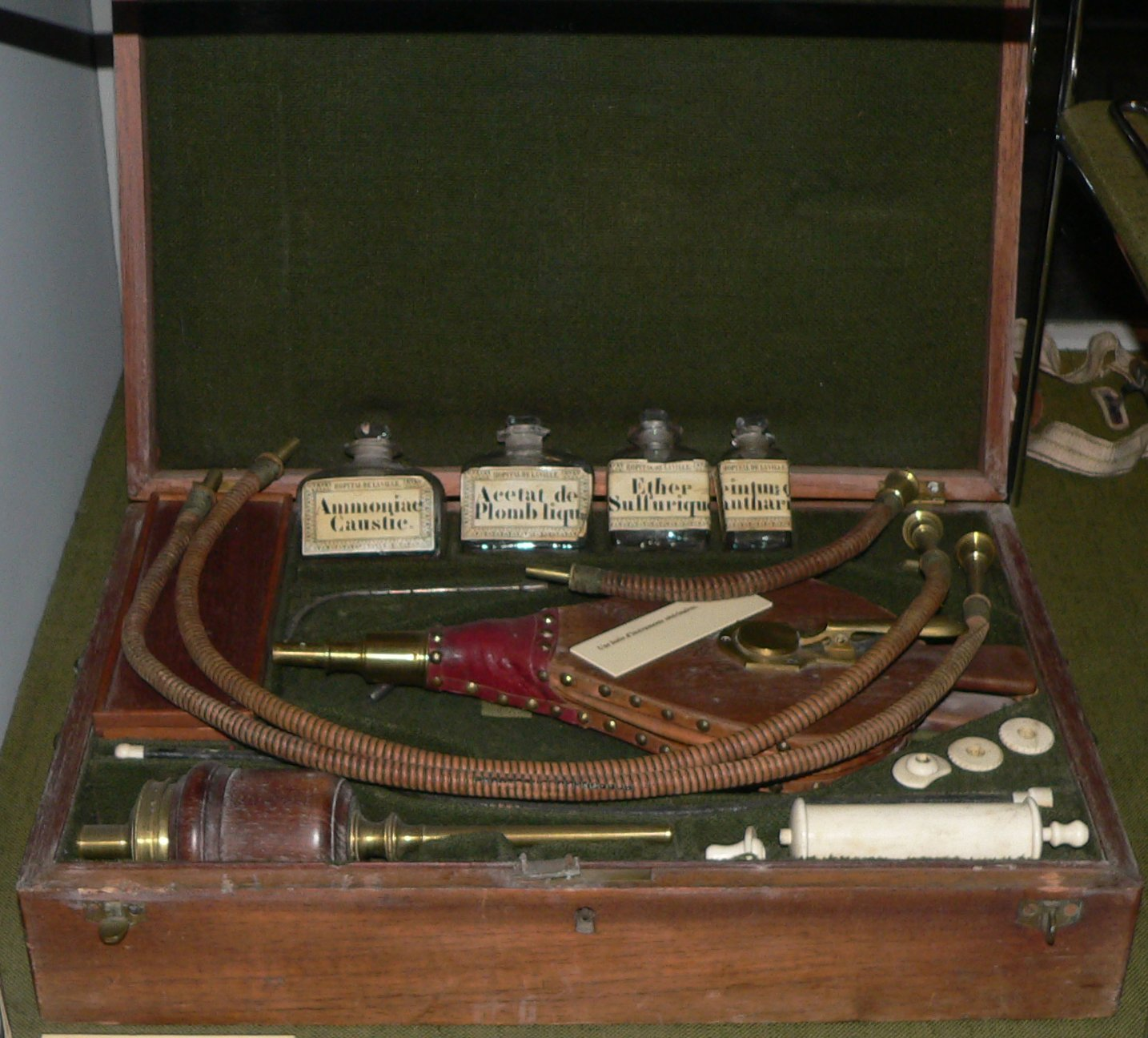
Système et substances pour l'anesthésie (XIXe siècle)

L'induction anesthésique inhalatoire ne se pratique en France qu'en pédiatrie, la raison étant que les enfants ont généralement peur de la pose de perfusions veineuses et ne se laissent pas perfuser aisément. La technique consiste à; comme pour une adulte, mettre les éléments de surveillance standards en place, puis à faire respirer à l'enfant un gaz anesthésiant (sévoflurane à hauteur de 6 à 8% de fraction inspirée); il en résulte une narcose rapide permettant la mise en place d'une voie veineuse périphérique, que ce soit juste par sécurité ou afin de compléter l'anesthésie par voie intraveineuse. Selon le type de chirurgie et les caractéristiques du patient, comme pour l'adulte, un masque laryngé ou une sonde d'intubation sont ensuite mis en place pour servir d'interface entre le patient et le respirateur.

## Risques de l'anesthésie générale
Le risque anesthésique a considérablement diminué en France ces vingt dernières années. La création des salles de réveil a beaucoup contribué à cela. Même si l’anesthésie n’est directement responsable que d’un décès sur 100 000 en moyenne, elle est encore responsable de la mort de 600 à 800 patients chaque année. Les techniques d’anesthésie, l’organisation et l’équipement des lieux d’activité, l’organisation rationnelle des programmes opératoires (conçus en commun par les chirurgiens, les anesthésistes et les infirmiers de bloc opératoire) et la progression de la sécurité dans l’exercice de ce métier (particulièrement anxiogène pour ceux qui le pratiquent) s'améliorent chaque année.
Quelques éléments à connaître : 
- Avoir des nausées et les vomissements au réveil. Devenus moins fréquents avec les nouvelles techniques (administration de dexaméthasone) et les nouveaux médicaments (propofol) .

- Se réveiller tout en étant paralysé pendant l’intervention (mémorisation per opératoire). Incidence réduite par l'utilisation d'un capteur de BIS.

- Faire une réaction anaphylactique à un des produits d’anesthésie (en tête de file antibiotiques, curares et colorants).
- Faire une désaturation sévère et asphyxie par défaut d'oxygénation (difficulté ventilatoire ou difficulté à l'intubation du fait des caractéristiques du patient ou de l'inexpérience de l'opérateur).
- Faire une hypotension sévère (état de choc) par surdosage en agents anesthésiques, troubles du rythme cardiaque ou saignement massif per opératoire.
- Inhaler le contenu de son tube digestif (pneumopathie d'inhalation) et parfois développer un oedeme pulmonaire lésionnel, et en mourir. Les accidents liés au passage du contenu de l'estomac dans les poumons sont très rares si les consignes de jeûne sont respectées.
- L'introduction d'un tube dans la trachée (intubation) ou dans la gorge (masque laryngé) pour assurer la ventilation pendant l'anesthésie peut provoquer des maux de gorge ou un enrouement passagers, mais aussi être responsable de lésions traumatiques des cordes vocales et aryténoïdes (luxation) avec dysphonie.
- Faire une kératite d'exposition sur un défaut d’occlusion des paupières.
- Traumatisme et bris dentaire en lien avec l'intubation ou la pose du masque laryngé. C'est pourquoi il est important que le patient signale tout appareil ou toute fragilité dentaire particulière.
- Avoir une vessie claquée sur un globe vésical prolongé par défaut de pose de sonde urinaire.
- La position prolongée sur la table d'opération peut entraîner des compression nerveuses, ce qui peut provoquer un engourdissement ou, exceptionnellement, la paralysie d'un bras ou d'une jambe. Les compressions cutanées peuvent être responsables d'authentiques escarres. Dans la majorité des cas, les choses rentrent dans l'ordre en quelques jours ou quelques semaines.
- Des troubles passagers de la mémoire ou une baisse des facultés de concentration (troubles mnésiques, confusion) peuvent survenir dans les heures à jours suivant l'anesthésie et la chirurgie, plus fréquents chez les personnes d'âge avancé.
- Des complications imprévisibles comportant un risque vital comme une allergie grave, un arrêt cardiaque, une asphyxie, sont extrêmement rares. Pour donner un ordre de grandeur, une complication sérieuse ne survient que sur des centaines de milliers d'anesthésies
- Le retard de réveil, entité hétérogène dans ses étiologies: surdosage ou retard d'élimination des drogues d'anesthésie, curarisation résiduelle, hypoglycémie, hyponatrémie, hypercapnie, complication neurologique per opératoire (AVC)... Il faut en général entre 45 minutes et 1 heure pour se rétablir complètement après une anesthésie générale. Cette durée peut varier en fonction des médicaments utilisés avant ou après l'intervention chirurgicale[5].

En 20 ans, la mortalité due aux anesthésies a été divisée par 10 selon André Lienhart, chef du service d'anesthésie-réanimation du CHU Saint-Antoine à Paris, soit un taux de mortalité de 0,69/100 000 anesthésies pour des patients sans comorbidité.